# Gåsträsket (Råneå socken, Norrbotten)
Gåsträsket är en sjö i Bodens kommun i Norrbotten och ingår i Luleälvens huvudavrinningsområde. Sjöns area är 0,044 kvadratkilometer och den är belägen 104 meter över havet.